# 山下設計
株式会社山下設計（やましたせっけい）は日本にある組織系建築設計事務所。

## 概要
1928年（昭和3年）創立。創設者は山下寿郎。東京都中央区に本社を置く。霞が関ビルディングや、NHK放送センターなど数多くの建築設計を行なっている。リチャード・ロジャース、リカルド・ボフィルなどの海外の建築家との共作も手がけている。

## 沿革
- 1928年（昭和03年） - 山下寿郎建築事務所創立
- 1946年（昭和21年） - 東北支社開設
- 1948年（昭和23年） - 株式会社山下寿郎設計事務所に改組改称
- 1948年（昭和23年） - 大阪支社（現関西支社）開設
- 1949年（昭和24年） - 札幌支社（現北海道支社）開設
- 1956年（昭和31年） - 名古屋支社（現中部支社）開設
- 1969年（昭和44年） - 福岡支社（現九州支社）開設
- 1974年（昭和49年） - 株式会社山下設計に改称
- 1975年（昭和50年） - 株式会社山下テクノス設立
- 1997年（平成09年） - 株式会社山下ピー・エム・コンサルタンツ（現山下PMC）設立
- 2014年（平成26年） - ヤンゴン事務所開設

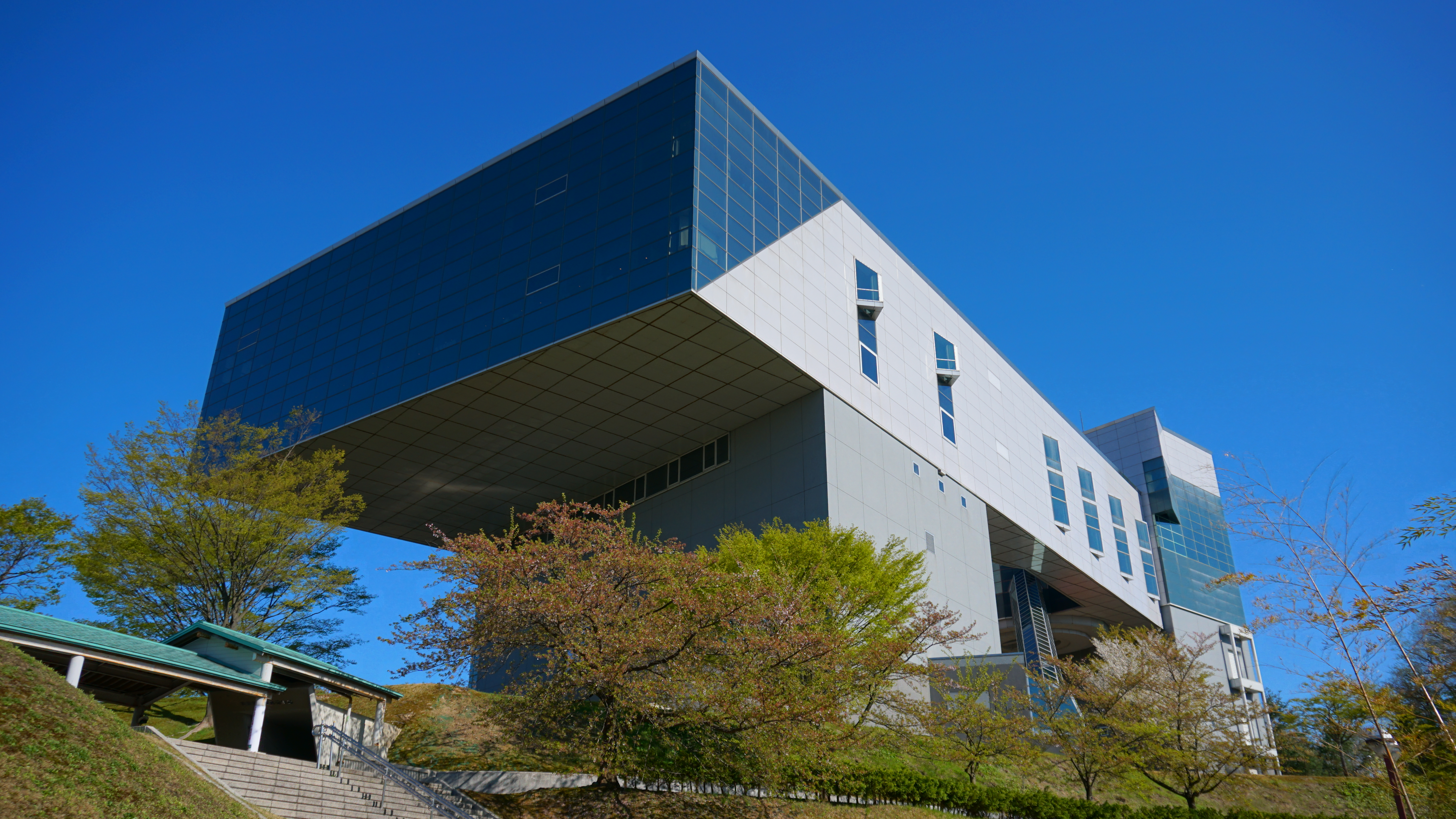
秋田県立近代美術館

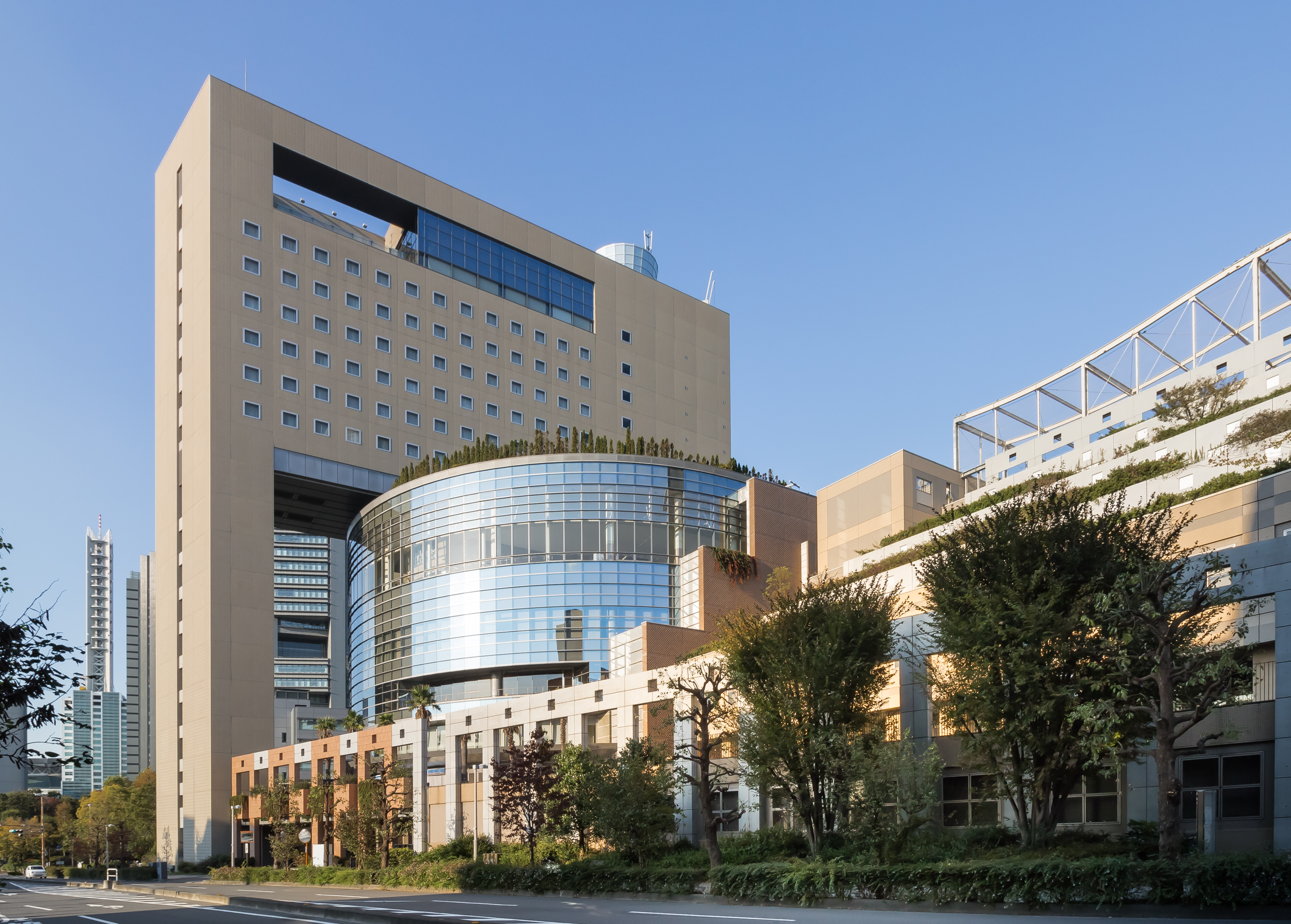
ラフレさいたま（2001彩の国さいたま景観賞奨励賞）

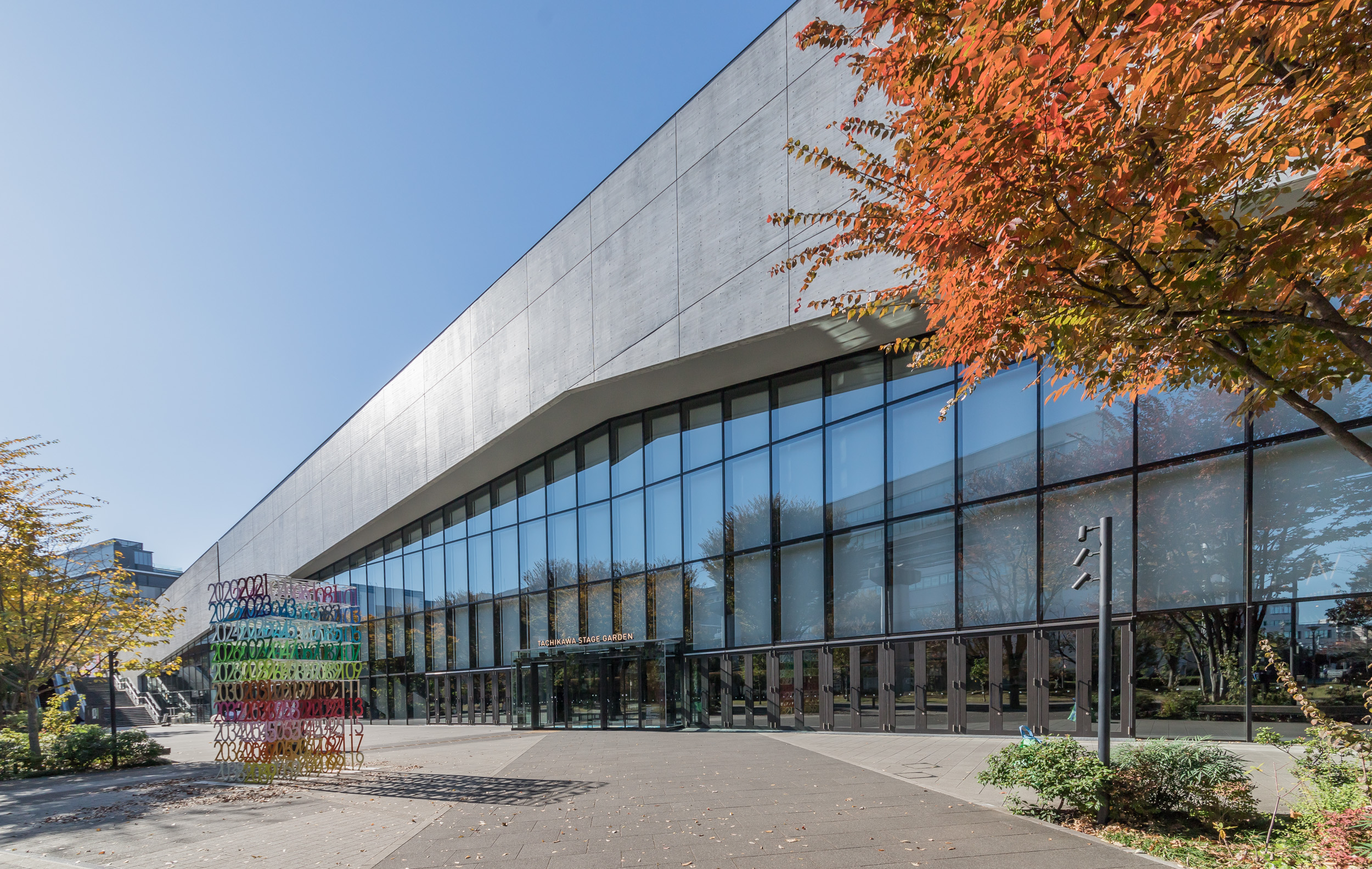
TACHIKAWA STAGE GARDEN

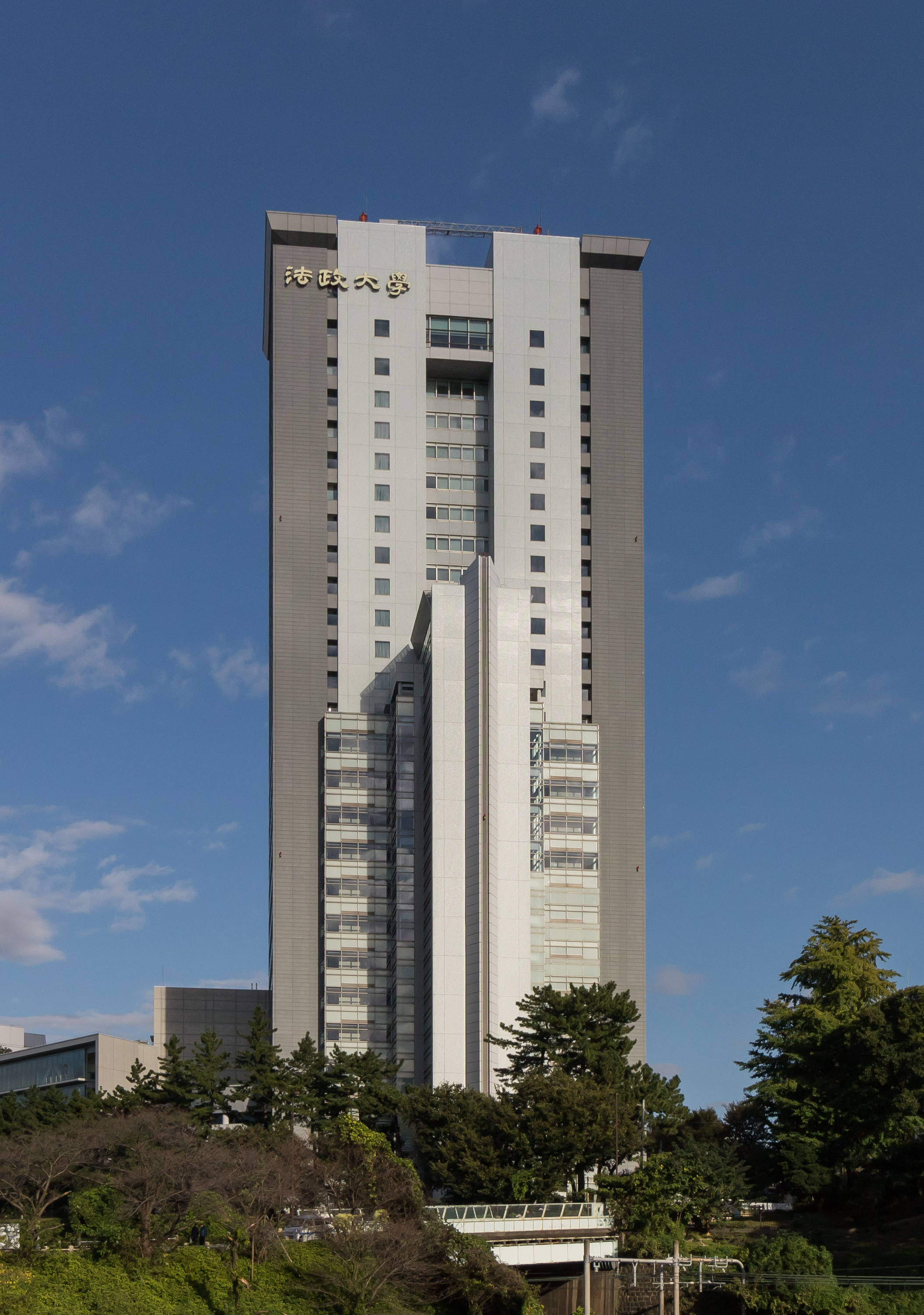
法政大学ボアソナードタワー

## 主な作品
- 愛知医科大学病院
- 愛・地球博記念公園 地球市民交流センター
- アクアドームくまもと
- 秋田県立近代美術館
- アステールプラザ
- 石川県政記念しいのき迎賓館
- 石川県庁舎
- 岩手県庁舎
- NHK放送センター
- N.Y.T.アトラスタワー西新宿
- 岡山市役所
- 霞が関ビルディング
- カトリック布池協会
- 軽井沢アイスパーク
- 川上村文化センター[2]
- 北見市常呂カーリングホール
- 紀尾井ホール
- 北九州市立総合体育館
- 釧路市民文化会館
- 熊本市役所
- GREEN SPRINGS
- こまつドーム
- こまばエミナース（現存せず）
- 菰野町図書館[3]
- ザ 仙台タワー
- 札幌市カーリング場
- 庄内町文化創造館
- 四国こどもとおとなの医療センター
- JA岐阜厚生連　岐北厚生病院
- 市立岸和田市民病院
- 仙台市役所
- 総合せき損センター
- 高崎アリーナ
- TACHIKAWA STAGE GARDEN
- 帝国ホテルインペリアルタワー
- 東京アクアティクスセンター
- 富山市総合体育館
- 長岡赤十字病院
- ナセBA（よねざわ市民ギャラリー・市立米沢図書館）
- 新川文化ホール
- 八戸市長根スケートリンク
- 福岡市立こども病院
- 福岡市総合図書館
- 福島県庁
- 法政大学ボアソナードタワー
- 宮崎県総合運動公園硬式野球場 （サンマリンスタジアム宮崎）
- 山形県庁
- ラフレさいたま
- 立命館大学 （大阪いばらきキャンパス・びわこくさつキャンパス・朱雀キャンパス）
- 田辺三菱製薬本社ビル
- 当麻町役場

## 関連人物
- 山下寿郎
- 野崎健三
- 井上雄治
- 柴田寛二
- 池田武邦
- 森暢郎
- 横山孝治
- 青山仁志
- 飯田太郎
- 石井靖人
- 伊藤功
- 大河原修
- 大関勝彦
- 荻津郁夫
- 上塘洋一
- 苅谷邦彦
- 北田道明
- 坂田保司
- 佐藤正己
- 白旗定幸
- 瀧下英明
- 田隝瑞穂
- 田中孝典
- 谷口元
- 谷口山治
- 常廣正和
- 戸塚瑞
- 夏目幸子
- 野崎謙三
- 橋本忠篤
- 平井裕彦
- 藤沼傑
- 松島仁之
- 御供政敏
- 南三一郎
- 山下宏
- 山下稔
- 百合野耕治
- 内藤徹男
- 岡部憲明